# We Built This City
We Built This City è un brano musicale scritto da Bernie Taupin, Martin Page, Dennis Lambert e Peter Wolf, registrato e pubblicato originariamente nel 1985 dal gruppo rock statunitense Starship (band derivata dai Jefferson Starship). Il brano è stato diffuso come singolo estratto dall'album Knee Deep in the Hoopla.

## Tracce
- 7"

1. We Built This City
2. Private Room (Instrumental)

## Cover
Nel 2018 il duo di blogger britannico LadBaby pubblicò una cover del brano che raggiunse la prima posizione della UK Singles Chart.